# 어맨다 리게티
어맨다 리게티(Amanda Righetti, 1983년 4월 2일 ~ )는 미국의 배우이다.

## 출연 작품
- 콜로니 (2016)
- LA 팜므파탈 (2015)
- 멘탈리스트 6 (2013)
- 멘탈리스트 5 (2012)
- 캣츠 댄싱 온 주피터 (2011)
- 멘탈리스트 4 (2011)
- 퍼스트 어벤져 (2011)
- 멘탈리스트 3 (2010)
- 멘탈리스트 2 (2009)
- 제이슨이었던 이름의 남자: 13일의 금요일 30년 (2009)
- 13일의 금요일 (2009)
- 매터 (2008)
- 사람 만들기 (2008)
- 멘탈리스트 1 (2008)
- 파이프라인 (2007)
- 헌티드 힐 2 (2007)
- 더 레이트 레이트 쇼 위드 크레이그 퍼거슨 (2005)
- The O.C. (2003)